# Conjunt del carrer del Centre, 25-29 (la Garriga)
El Conjunt del carrer del Centre, 25-29 és una obra de la Garriga (Vallès Oriental) protegida com a Bé Cultural d'Interès Local.

## Descripció
Les construccions del carrer del Centre són cases alineades al carrer i entre mitgeres que consten de planta baixa, una o dues plantes pis i golfes. A la part posterior la majoria tenia un pati o eixida. La composició de façana és molt senzilla amb un sol eix vertical d'obertures menys la número 27. Tot i que han patit nombroses transformacions que han desfigurat la fesomia original, en algunes construccions la utilització d'elements arquitectònics de pedra a les obertures delata el seu passat medieval.
La cas número 27 consta de planta baixa, pis i golfes amb coberta a dues vessants de teula i doble ràfec ondulat. Els murs estan arrebossats i pintats seguint la divisió de la finca. La porta principal és d'arc de mig punt reconvertida en arc rebaixat a l'intrados de l'arc. A la clau de l'arc hi ha una inscripció dins les pàgines d'un llibre obert:"IHS/INDOMONO/CONF/ICO/1575". Les finestres són de llinda plana sense decorar; a la planta pis té un guardapols amb motllures rectes i una línia de dentells i una finestra reconvertida en baló mentre que a les golfes s'obre un petit arquet conopial incís.

## Història
A partir del segle xvi i sobretot durant el segle xvii, es varen anar construint cases a peu del camí ral de Barcelona a Vic, així es van anar formant els carrers. Els números 25,27,29 formaven una sola casa de grans dimensions, que amb el temps es va dividir en tres habitatges, cosa que passa a molts grans casals dels segles xvi i xvii.